# Lactobacillus acidophilus
Lactobacillus acidophilus is een grampositieve Lactobacillus bacterie met facultatief anaerobe staven. De zuurminnende (acidofiel) bacterie kan gedijen bij een pH van 4,5 en lager waarbij de sterktste groei bij 30 °C plaatsvindt.  Lactobacillus acidophilus wordt met Streptococcus salivarius ssp thermophilus en Lactobacillus delbrueckii ssp. bulgaricus gebruikt bij de bereiding van sommige soorten yoghurt. De bacterie komt van nature voor in de mond, het maag-darmkanaal en de vagina.
L. acidophilus wordt vaak gezien bij gevorderde cariës, en zou samen met Streptococcus mutans en S. sobrinus de hoofdverantwoordelijke zijn voor dit tandbederf.